# Grote Moskee van Bobo-Dioulasso
De Grote Moskee van Bobo-Dioulasso is een moskee uit de 19e eeuw in Bobo-Dioulasso, een stad in het zuidwesten van Burkina Faso.

## Geschiedenis
De moskee werd rond 1880 gebouwd door imam Sidiki Sanou. Samory Touré zou daar tijdens zijn bezoek aan Bobo-Dioulasso hebben gebeden voordat hij zijn strijd tegen de Franse kolonisten voortzette.